# Rivas-Vaciamadrid
Rivas-Vaciamadrid er en by og kommune i det centrale Spanien i Madrid-regionen. Den har et indbyggertal på 101.949 (2024) indbyggere.